# 井上信 (物理学者)
井上 信（いのうえ まこと、1939年10月16日 - ）は、日本の原子核物理学者。京都大学名誉教授。元京都大学原子炉実験所（現：京都大学複合原子力科学研究所）長。専門は原子核物理学、加速器物理学。理学博士。加速器による原子核反応の実験的研究および京都大学タンデム加速器、大阪大学核物理研究センターサイクロトロン加速器、京都大学化学研究所イオン線形加速器などの設計建設を行った。岡山県出身。

## 経歴
1962年に京都大学理学部物理学科を卒業し、1964年に同大学院理学研究科修士課程修了。1965年大阪大学理学部助手、1971年大阪大学核物理研究センター助教授を経て、1985年京都大学化学研究所教授となる。1999年～2003年京都大学原子炉実験所長。2003年立命館大学客員教授、2004年高エネルギー加速器研究機構客員教授。

## 叙勲
- 2018年4月 - 瑞宝中綬章受章[2]